# FK Oufa
Maillots
Actualités
Le Futbolny klub Oufa (russe : Футбольный клуб «Уфа», bachkir : «Өфө» футбол клубы) est le club de football russe de la ville d'Oufa qui évolue en première division russe.
Fondé en 2009 sous le nom Bachinformsviaz-Dinamo, le club fait ses débuts au troisième échelon la même année. Repris par le gouvernement de la Bachkirie qui le renomme FK Oufa en décembre 2010, le club grimpe rapidement les échelons du football russe, atteignant la deuxième division en 2012 puis la première division en 2014, où il évolue jusqu'en 2022. Il enchaîne ensuite deux relégations d'affilée, retombant en troisième division pour la saison 2023-2024.
Il prend part à sa première compétition européenne en 2018 en participant à la Ligue Europa.

## Histoire

### Fondation et débuts (2009-2014)

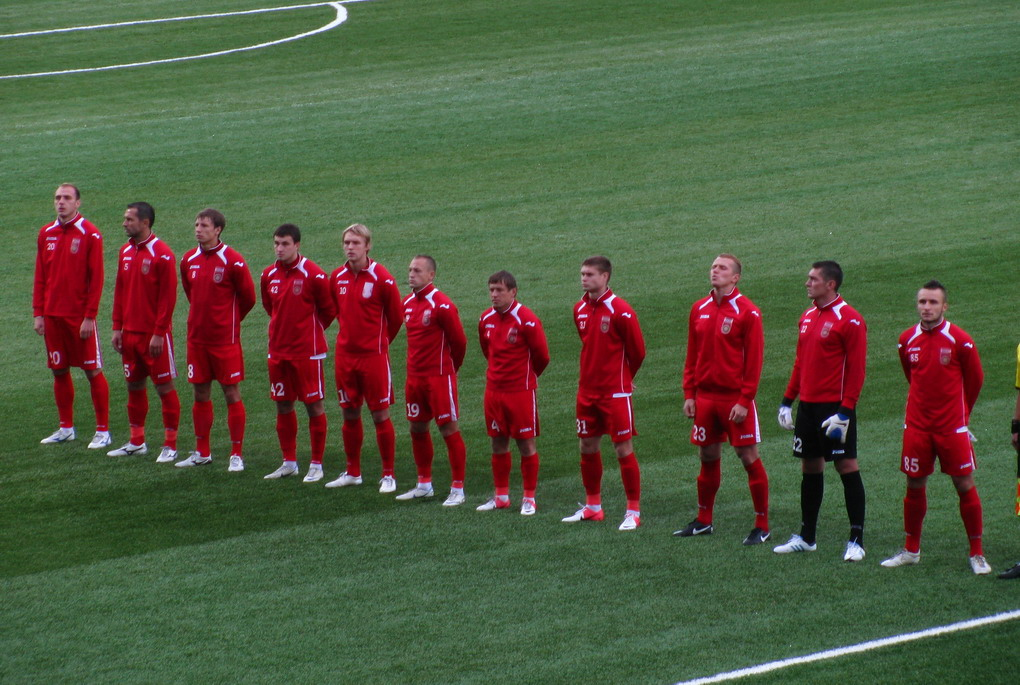
Photo d'équipe du FK Oufa en 2012.

Le club est fondé en février 2009 par Salavat Gaïssine, directeur général de l'entreprise de télécommunication locale Bachinformsviaz, à qui la nouvelle équipe emprunte en partie le nom pour se nommer Bachinformsviaz-Dinamo,. Il s'agît de la fusion entre les deux autres clubs locaux du Dinamo PB et du Taksist, qui évoluent alors en division amateur. L'équipe est officiellement intégrée dans la PFL et entre directement dans le groupe Oural-Povoljié de la troisième division russe pour la saison 2009, récupérant la place du Taksist qui avait été promu à l'issue de l'exercice précédent.
Pour ses débuts en championnat, le club se classe à la neuvième place du classement avant d'atteindre la dixième place l'année suivante. Durant l'été 2010, le président de la Bachkirie Roustem Khamitov annonce son intention de créer à Oufa une équipe capable d'atteindre la première division,. Il est finalement décidé de récupérer le Bachinformsviaz-Dinamo qui est officiellement renommé FK Oufa en décembre 2010. Andreï Kanchelskis est nommé entraîneur de l'équipe dans la foulée. Sous sa direction, le club se classe parmi les prétendants à la montée en deuxième division. Il est cependant renvoyé à quatre journées de la fin du championnat et est remplacé par Igor Kolyvanov en mai 2012. L'équipe termine finalement deuxième de son groupe, à égalité avec le Neftekhimik Nijnekamsk qui l'emporte au nombre de victoires remportées. Malgré cela, Oufa est tout de même promu au deuxième échelon, profitant du retrait du Dinamo Briansk.
La première saison du club en deuxième division le voit terminer sixième à quatre points des places de barrages de promotion. Ce stade est atteint dès la saison suivante, Oufa se classant quatrième au classement et prenant part au barrage contre Tom Tomsk. Les Oufiens remportent largement le match aller à domicile sur le score de 5 buts à 1 avec notamment un quadruplé de Dmitri Goboulov. Ils sont ensuite battus 3-1 lors du match retour à Tomsk mais ils ne sont pas rattrapés et l'emportent 6-4 sur l'ensemble des deux matchs, assurant leur promotion dans l'élite du football russe pour la saison 2014-2015, cinq ans après la création du club.

### Passage dans l'élite (2014-2022)
Pour sa première division en première division, Oufa se classe à la douzième place avec un point d'avance sur les barrages de relégation. De même lors de la saison suivante. L'arrivée de Viktor Goncharenko au poste d'entraîneur en juin 2016 voit l'équipe effectuer un début de saison 2016-2017 correct lui permettant de se placer en milieu de classement. Après le départ de Goncharenko pour le CSKA Moscou en décembre, celui-ci est remplacé par Sergueï Semak qui amène le club à la septième place en championnat. Il effectue par la même occasion un bon parcours en coupe de Russie où il atteint les demi-finales avant d'être éliminé par le Lokomotiv Moscou, futur vainqueur. La saison suivante voit l'équipe poursuivre sur sa lancée et se classer à la sixième place du classement, synonyme de qualification en Ligue Europa 2018-2019.
La pré-saison 2018-2019 voit Semak quitter le club pour rejoindre le Zénith Saint-Pétersbourg. Il est remplacé par Sergueï Tomarov. Pour sa première participation en compétition européenne, Oufa parvient à atteindre les barrages de qualification à la phase de groupes, où il est finalement vaincu par le club écossais des Glasgow Rangers. L'équipe connaît pendant ce temps-là un mauvais début de championnat le voyant passer la première moitié de saison dans les places de barragistes, amenant au renvoi de Tomarov dès le début du mois de novembre qui est remplacé par Dmitri Kiritchenko, d'abord par intérim avant d'être confirmé comme entraîneur à plein temps un mois plus tard. Il est cependant lui-même licencié à la fin du mois de mars 2019 après seulement sept matchs, dont un seul remporté, et remplacé dans la foulée par Vadim Ievseïev, recruté au SKA-Khabarovsk. Sous ses ordres, l'équipe parvient à accrocher la quatorzième place, lui permettant de disputer les barrages face au Tom Tomsk, contre qui elle l'emporte finalement sur le score cumulé de 2 buts à 1 et se maintient ainsi en première division. Le club se maintient ensuite aisément la saison suivante en terminant neuvième, passant le plus clair de son temps dans le milieu de classement.
Après de mauvais débuts lors de l'exercice 2020-2021, qui voient alors le club se classer avant-dernier après dix matchs joués, l'entraîneur Vadim Ievseïev quitte ses fonctions au début du mois d'octobre 2020 et est remplacé dans la foulée par Rashid Rahimov. Ce dernier échoue lui aussi à améliorer la forme de l'équipe et démissionne à son tour aux premiers jours d'avril 2021 pour être remplacé par Alekseï Stoukalov, qui arrive du Veles Moscou en deuxième division. Ce dernier amène par la suite l'équipe à trois victoires et deux matchs nuls lors des six dernières journées pour accrocher la treizième position, comptant finalement une avance de trois points sur la relégation.
La saison suivante s'avère elle aussi difficile pour Oufa qui passe l'entièreté de l'exercice autour des places de relégation, se classant notamment avant-dernier à la trêve hivernale. L'équipe parvient cependant à retrouver une dynamique positive en toute fin de saison, obtenant huit points lors des quatre derniers matchs, dont une victoire clé contre le Rubin Kazan lors de la dernière journée dans ce qui constitue alors une « finale » pour la relégation, afin d'arracher une place de barragiste. L'attaquant Gamid Agalarov termine en parallèle meilleur buteur du championnat, ayant inscrivant 19 des 29 buts de l'équipe sur l'ensemble de l'exercice. Opposé à Orenbourg lors des barrages de relégation, Oufa est dans un premier temps tenu en échec à l'extérieur (2-2) avant de s'incliner sur sa pelouse au match retour, concédant le but de la relégation dans les derniers instants de la rencontre (1-2).

## Bilan sportif

### Palmarès
| Compétitions russes | Compétitions internationales      |
| - Championnat de Russie - Sixième : 2018. - Coupe de Russie - Demi-finales : 2017. - Championnat de Russie de deuxième division - Quatrième : 2014. - Championnat de Russie de troisième division - Deuxième : 2012. | - Ligue Europa - Barrages : 2018. |

### Classements en championnat
La frise ci-dessous résume les classements successifs du club en championnat de Russie depuis 2009.

### Bilan par saison
Légende
- Promotion en division supérieure
- Relégation en division inférieure

| Saison    | Championnat       | Championnat | Championnat | Championnat | Championnat | Championnat | Championnat | Championnat | Championnat | Championnat | Coupe de Russie     |
| Saison    | Division          | Pos         | Pts         | J           | V           | N           | D           | BP          | BC          | Diff        | Coupe de Russie     |
| --------- | ----------------- | ----------- | ----------- | ----------- | ----------- | ----------- | ----------- | ----------- | ----------- | ----------- | ------------------- |
| 2009      | 3e Oural-Povoljié | 9e          | 43          | 30          | 12          | 7           | 11          | 40          | 40          | 0           | Tour préliminaire   |
| 2010      | 3e Oural-Povoljié | 10e         | 28          | 26          | 8           | 3           | 14          | 24          | 38          | -14         | 256es de finale     |
| 2011-2012 | 3e Oural-Povoljié | 2e          | 86          | 39          | 25          | 11          | 3           | 54          | 19          | +35         | 256es de finale     |
| 2012-2013 | 2e                | 6e          | 48          | 32          | 13          | 9           | 10          | 31          | 30          | +1          | 32es de finale      |
| 2013-2014 | 2e                | 4e          | 61          | 36          | 17          | 10          | 9           | 46          | 35          | +11         | 32es de finale      |
| 2014-2015 | 1re               | 12e         | 31          | 30          | 7           | 10          | 13          | 26          | 39          | -13         | Huitièmes de finale |
| 2015-2016 | 1re               | 12e         | 27          | 30          | 6           | 9           | 15          | 25          | 44          | -19         | Quarts de finale    |
| 2016-2017 | 1re               | 7e          | 43          | 30          | 12          | 7           | 11          | 22          | 25          | -3          | Demi-finales        |
| 2017-2018 | 1re               | 6e          | 43          | 30          | 11          | 10          | 9           | 34          | 30          | +4          | Seizièmes de finale |
| 2018-2019 | 1re               | 14e         | 26          | 30          | 5           | 11          | 14          | 24          | 34          | -10         | Seizièmes de finale |
| 2019-2020 | 1re               | 9e          | 38          | 30          | 8           | 14          | 8           | 22          | 24          | -2          | Huitièmes de finale |
| 2020-2021 | 1re               | 13e         | 25          | 30          | 6           | 7           | 17          | 26          | 46          | -20         | Quarts de finale    |
| 2021-2022 | 1re               | 14e         | 30          | 30          | 6           | 12          | 12          | 29          | 40          | -11         | Phase de groupes    |
| 2022-2023 | 2e                | 16e         | 32          | 34          | 8           | 8           | 18          | 35          | 46          | -11         | Quarts de finale    |
| 2023-2024 | 3e Or             | 2e          | 31          | 18          | 9           | 4           | 5           | 23          | 10          | +13         | 16es de finale      |

### Bilan européen
Le FK Oufa prend part à une compétition européenne pour la première fois de son histoire en se qualifiant pour la Ligue Europa 2018-2019 à la faveur d'une sixième place dans le championnat russe 2017-2018. Faisant son entrée en lice lors du deuxième tour de qualification de la compétition, il est alors opposé à l'équipe slovène du NK Domžale. Après un match nul et vierge à domicile lors du match aller, les Oufiens se trouvent menés lors du match retour en Slovénie à partir de la 50e minute mais parviennent à se qualifier en inscrivant un but à l'extérieur à la 87e minute par l’intermédiaire du Slovène Bojan Jokić,. Le club est confronté aux Luxembourgeois du Progrès Niederkorn lors du tour suivant. Après une courte victoire 2-1 à domicile au match aller, les Russes se qualifient difficilement lors du match retour au Luxembourg, étant menés par deux fois par les hôtes avant de finalement arracher le but de la qualification dans le temps additionnel de la deuxième période. L'aventure s'achève finalement au cours des barrages contre les Rangers, qui l'emportent chez eux lors du match aller en Écosse 1-0 avant d'obtenir le match nul 1-1 en Russie au match retour.
Note : dans les résultats ci-dessous, le score du club est toujours donné en premier.
| Saison    | Compétition  | Tour             | Adversaire         | Domicile | Extérieur | Total  |
| --------- | ------------ | ---------------- | ------------------ | -------- | --------- | ------ |
| 2018-2019 | Ligue Europa | Deuxième tour Q  | NK Domžale         | 0 - 0    | 1 - 1     | 1E - 1 |
| 2018-2019 | Ligue Europa | Troisième tour Q | Progrès Niederkorn | 2 - 1    | 2 - 2     | 4 - 3  |
| 2018-2019 | Ligue Europa | Barrages Q       | Glasgow Rangers    | 1 - 1    | 0 - 1     | 1 - 2  |

Légende
- Victoire ou qualification pour le tour suivant
- Match nul
- Défaite ou élimination de la compétition

## Personnalités du club

### Entraîneurs
La liste suivante présente les différents entraîneurs connus du club.
- Oleg Fakhretdinov (2009-juin 2010)
- Boris Sinitsyne (juin 2010-décembre 2010)
- Andreï Kanchelskis (décembre 2010-mai 2012)
- Igor Kolyvanov (mai 2012-octobre 2015)
- Ievgueni Perevertaïlo (octobre 2015-mai 2016)
- Viktor Goncharenko (juin 2016-décembre 2016)
- Sergueï Semak (décembre 2016-mai 2018)
- Sergueï Tomarov (mai 2018-novembre 2018)
- Dmitri Kiritchenko (novembre 2018-mars 2019)
- Vadim Ievseïev (mars 2019-octobre 2020)
- Rashid Rahimov (octobre 2020-avril 2021)
- Alekseï Stoukalov (avril 2021-mai 2022)
- Sergueï Tomarov (juin 2022-août 2022)
- Denis Popov (août 2022-octobre 2022[33])
- Arslan Khalimbekov (octobre 2022[34]-juin 2023)
- Sergueï Gurenko (juin 2023-août 2023)
- Ievgueni Kharlatchiov (depuis août 2023)

### Effectif professionnel
Effectif au 2 janvier 2021.
| N° | Nat.                   | Poste | Nom du joueur                                |
| -- | ---------------------- | ----- | -------------------------------------------- |
| 1  | Drapeau de la Russie   | G     | Alekseï Tchernov                             |
| 2  | Drapeau de la Russie   | D     | Grigori Morozov (en) (prêt du Dynamo Moscou) |
| 3  | Drapeau de la Russie   | D     | Pavel Alikine (en)                           |
| 4  | Drapeau de la Russie   | D     | Alekseï Nikitine (en)                        |
| 5  | Drapeau de la Slovénie | D     | Bojan Jokić                                  |
| 7  | Drapeau de la Russie   | M     | Dmitri Sysouïev (en)                         |
| 8  | Drapeau de la Moldavie | M     | Cătălin Carp                                 |
| 9  | Drapeau de la Russie   | M     | Kirill Folmer                                |
| 11 | Drapeau de la Slovénie | A     | Lovro Bizjak (en)                            |
| 15 | Drapeau de la Russie   | D     | Konstantin Pliev (prêt du FK Rostov)         |
| 16 | Drapeau de la Russie   | G     | Iouri Chafinski                              |
| 18 | Drapeau de la Serbie   | A     | Komnen Andrić (prêt du Dinamo Zagreb)        |

| No. | Nat.                  | Position | Nom du joueur                             |
| --- | --------------------- | -------- | ----------------------------------------- |
| 19  | Drapeau de la Russie  | A        | Gamid Agalarov                            |
| 22  | Drapeau de la Russie  | D        | Artiom Goloubev                           |
| 29  | Drapeau de la Russie  | M        | Vladislav Kamilov                         |
| 31  | Drapeau de la Russie  | G        | Aleksandr Belenov (en)                    |
| 33  | Drapeau de la Russie  | D        | Aleksandr Soukhov (en)                    |
| 44  | Drapeau de la Russie  | D        | Sergueï Borodine (prêt du FK Krasnodar)   |
| 55  | Drapeau de la Géorgie | D        | Jemal Tabidze                             |
| 57  | Drapeau de la Russie  | A        | Viatcheslav Krotov (en)                   |
| 75  | Drapeau de la Russie  | A        | Timur Jamaletdinov                        |
| 82  | Drapeau de la Russie  | M        | Nikita Beloussov                          |
| 94  | Drapeau de l'Ukraine  | D        | Oleh Danchenko (en) (prêt du Rubin Kazan) |
| 99  | Drapeau de l'Ukraine  | M        | Akhmed Alibekov (prêt du Dynamo Zagreb)   |

### Joueurs emblématiques
Les joueurs internationaux suivants ont joué pour le club. Ceux ayant évolué en équipe nationale lors de leur passage à Oufa sont marqués en gras.
- Andreï Louniov
- Dmitri Stotski
- Viktor Vassine
- Anton Zabolotny
- Alekseï Skverniouk (en)
- Dmitry Verkhovtsov
- Sergueï Veramko
- Haris Handžić
- Felicio Brown Forbes
- Jemal Tabidze
- Emmanuel Frimpong
- Valeri Kitchine
- Cătălin Carp
- Sylvester Igboun
- Vagiz Galiulin (en)
- Ondřej Vaněk
- Ionuț Nedelcearu
- Bojan Jokić
- Oleksandr Zinchenko

## Identité visuelle

2009-2010
depuis 2018